# Gerhard Wiechmann
Gerhard Wiechmann (* 1958) ist ein deutscher Historiker.
Wiechmann studierte Geschichte und Politikwissenschaft in Oldenburg und in Costa Rica. 2000 wurde er am Fachbereich 3 – Sozialwissenschaften der Carl von Ossietzky Universität Oldenburg mit der Dissertation Die preußisch-deutsche Marine in Lateinamerika 1866–1914. Eine Studie deutscher Kanonenbootpolitik zum Dr. phil. promoviert. Seit 2000 ist er Lehrbeauftragter am dortigen Historischen Seminar. Seine Forschungsschwerpunkte sind Militär- und Marinegeschichte sowie Filmgeschichte. Im Mai 2022 wurde er an der Universität Oldenburg habilitiert. Wiechmann ist freiberuflich als Historiker tätig.
Er ist Mitglied der Gesellschaft für Militär- und Garnisonsgeschichte Oldenburg und des Wissenschaftlichen Beirates der Deutschen Gesellschaft für Schiffahrts- und Marinegeschichte.

## Schriften (Auswahl)
- Die preußisch-deutsche Marine in Lateinamerika 1866–1914. Eine Studie deutscher Kanonenbootpolitik. 4 Bände, Hauschild, Bremen 2002, ISBN 3-89757-142-0.
- (Hrsg.): "Man kann sagen, daß der Krieg ein lebensgefährlicher Sport ist". Oldenburgische Lehrer und Seminaristen erleben den Weltkrieg 1914–1918. Eine Dokumentation erstellt auf Grundlage der Sammlung des Direktors des Oldenburgischen Lehrerseminars, Emil Künoldt (1850–1920) (= Oldenburger Schriften zur Geschichtswissenschaft. H. 7). Bibliotheks- und Informationssystem der Universität Oldenburg, Oldenburg 2002, ISBN 3-8142-0815-3.
- (Hrsg.): Karl von Schönberg: Vom Auslandsdienst in Mexiko zur Seeschlacht von Coronel. Reisetagebuch 1913–1914 (= Kleine Schriftenreihe zur Militär- und Marinegeschichte. Bd. 9). Winkler, Bochum 2004, ISBN 3-89911-051-X.
- mit Cord Eberspächer (Bearb.): Patrick Thornhill: Von Scapa Flow zum Kaspischen Meer. Ein unzensierters Tagebuch 1918–1919. Hrsg. durch die Deutsche Gesellschaft für Schiffahrts- und Marinegeschichte. Hauschild, Bremen 2011, ISBN 978-3-89757-498-4.
- Von der deutschen Flugscheibe zum Nazi-UFO: Metamorphosen eines medialen Phantoms 1950–2020. Brill | Schöningh, Paderborn 2022, ISBN 978-3-506-78742-2.